# Portada/efemèride juny 17
Eddy Merckx
« 16 de juny · 17 de juny · 18 de juny »